# 고베시 교통국 2000형 전동차
고베 시 교통국 2000형 전동차(일본어: 神戸市交通局2000形電車)는 1988년부터 운행하고 있는 고베 시 교통국 지하철 세이신·야마테 선의 전동차이다.

## 개요
1988년 4월의 호쿠신 급행 전철 개업 및 동선과의 상호 직통 운전 개시에 맞추어 증비되었다.
편성 번호는 1000형의 속번이 되어, 제1 편성이 2119F를 자칭하고 있다.

## 차량 개요

### 외부
차장은 19m이고 문은 3개 있다.

### 내부
1000형과의 변경점은 적지만, 전면 디자인이 대폭 변경되고 있다.
전면은 비상용 관통문이 조사석 측에 몰려 운전석이 넓어졌다. 전면 창에는 대형 곡면 유리가 사용되고, 상부 창 내에 목적지 표시기를 설치하고, 차량 번호도 마찬가지로 창 내에 표기되어있다. 방향막은 전면·측면 모두 1000형보다 대형화되어 있어 판별이 용이해졌다. 전조등·미등은 1000형에서는 원형이었지만, 2000형에서는 각형이 되었다. 전면 하부에는 대형 스텝이 설치되었다.

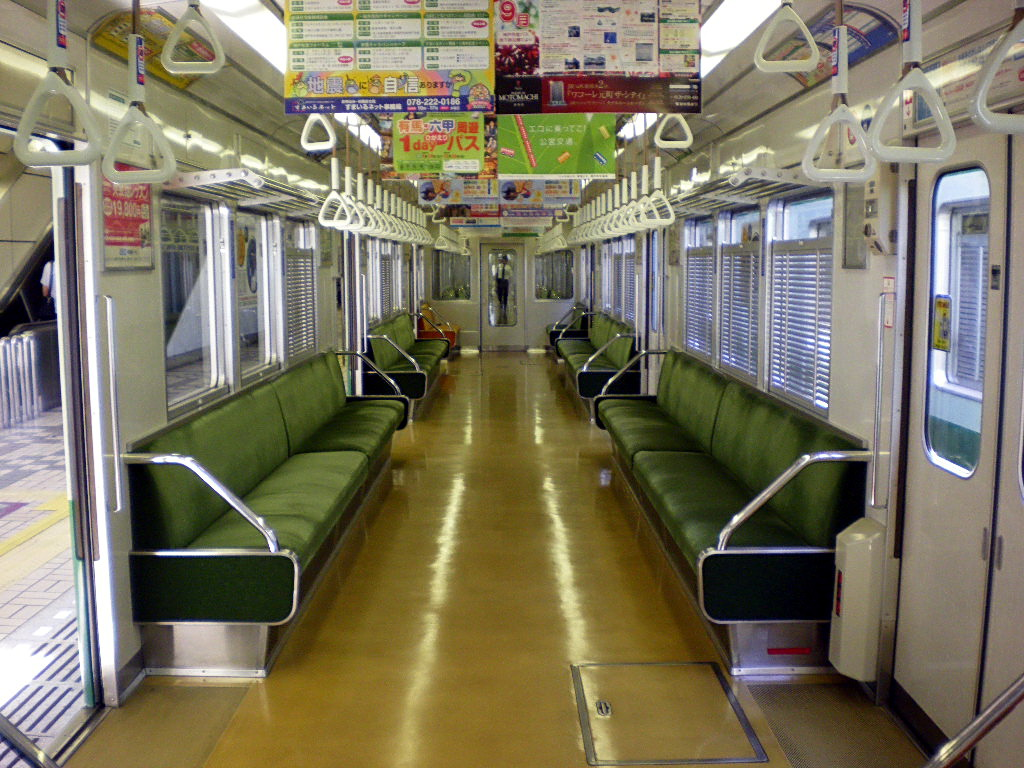
차내

## 운영
호쿠신 선과 세이신·야마테선의 구간에서 운용하고있다.

## 개조 공사

### 쾌속 운전 대응
1993년부터의 쾌속열차의 운전 개시에 대비해 2000형에는 1000형·3000형과 함께 방향막에의 「쾌속」표시의 추가가 행해졌다. 선두차 전면에는 종별 표시등이 설치되었다.

### 내외장 리뉴얼 공사
1000형의 내외장을 리뉴얼을 완료한데 이어, 2000형도 2013년(헤세이 25년)부터 제조원의 가와사키 중공업으로 객실의 리뉴얼 및 주회로 장치의 IGBT-VVVF화, 보조 전원의 SIV화가 행해지고 있다. 갱신차는 「2000-02형」으로 형식 변경되고 있지만, 차체에 장착되어 있는 차량 번호 플레이트류의 변경은 없다.
마지막까지 전기자 초퍼 제어로 남은 것은 2122편성이었지만, 이 편성도 2014년 12월에 VVVF화되어 본 계열의 갱신이 완료했다. 이에 따라 자국 및 상호승차처인 키타진 급행 전철이 소유하는 전편성이 VVVF 인버터 제어가 되었다. 덧붙여 2014년에 2122편성의 차내 조명이 LED화되고 있다.
이 외, 2002년(헤세이 14년)부터 전차에 전락 방지 폴로 설치 공사가 실시되고 있다.

## 폐차
6000형의 도입으로 폐차가 되었다.

## 편성표
4호차(2400형)는 여성전용차량입니다.
|      |      | ←세이신 중앙 | ←세이신 중앙 | ←세이신 중앙 | 다니가미→ | 다니가미→ | 다니가미→ | 도입 시기  | 개조 시기        | 당초 반출 시기                             |
| 호차 | 호차 | 1            | 2            | 3            | 4         | 5         | 6         | 도입 시기  | 개조 시기        | 당초 반출 시기                             |
| ---- | ---- | ------------ | ------------ | ------------ | --------- | --------- | --------- | ---------- | ---------------- | ------------------------------------------ |
| 편성 | 19   | 2119         | 2219         | 2319         | 2419      | 2519      | 2619      | 1988년 2월 | 2013년 2월 18일  | 2021년 11월 3일 (1호차의 전면은 저장 차량) |
| 편성 | 20   | 2120         | 2220         | 2320         | 2420      | 2520      | 2620      | 1988년 3월 | 2013년 12월 19일 | 2022년 1월 14일                            |
| 편성 | 21   | 2121         | 2221         | 2321         | 2421      | 2521      | 2621      | 1988년 3월 | 2014년 2월 17일  | 2022년 3월 30일                            |
| 편성 | 22   | 2122         | 2222         | 2322         | 2422      | 2522      | 2622      | 1988년 3월 | 2014년 12월 11일 | 2022년 5월 19일                            |

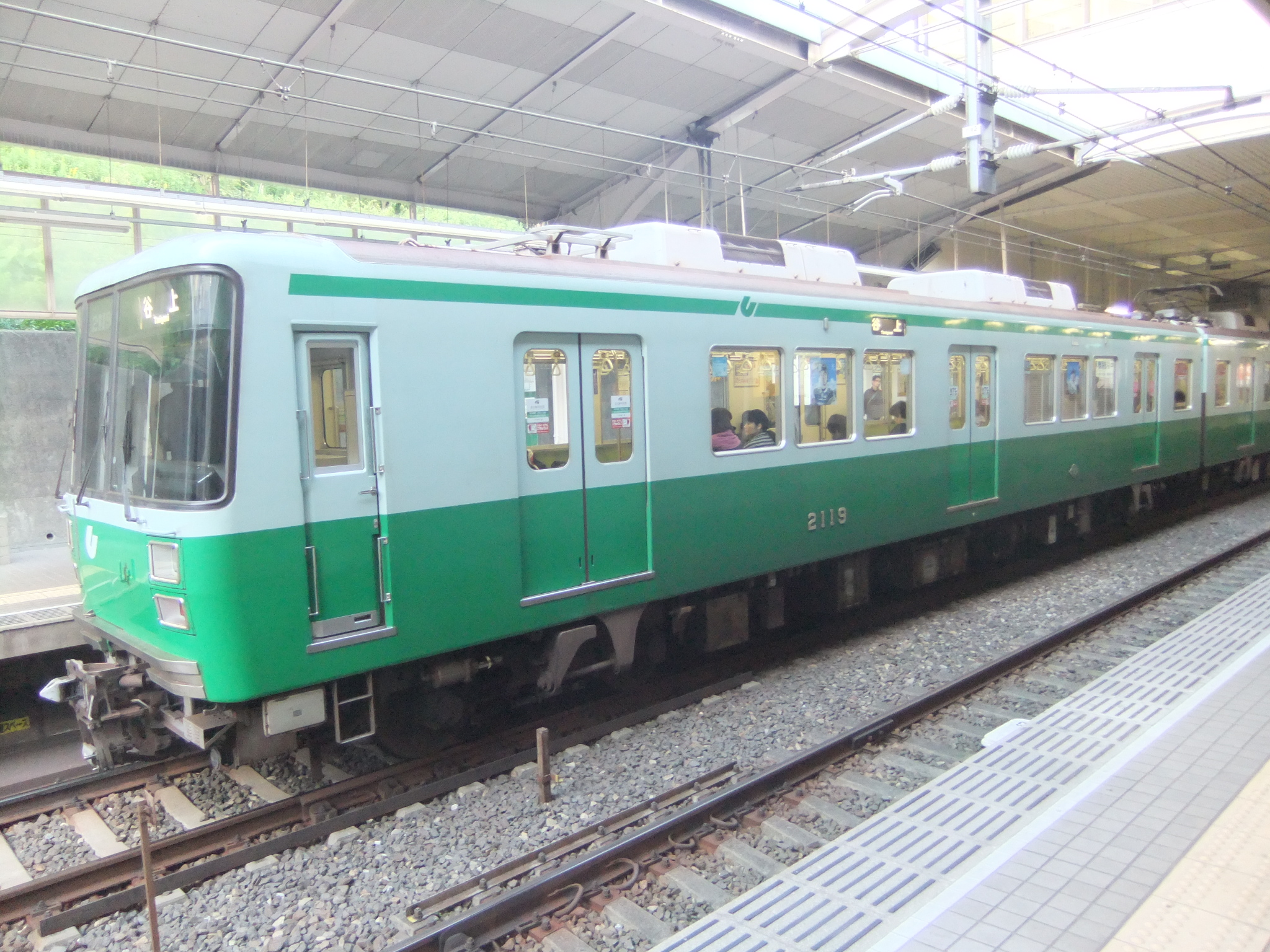
1호차(2100형)
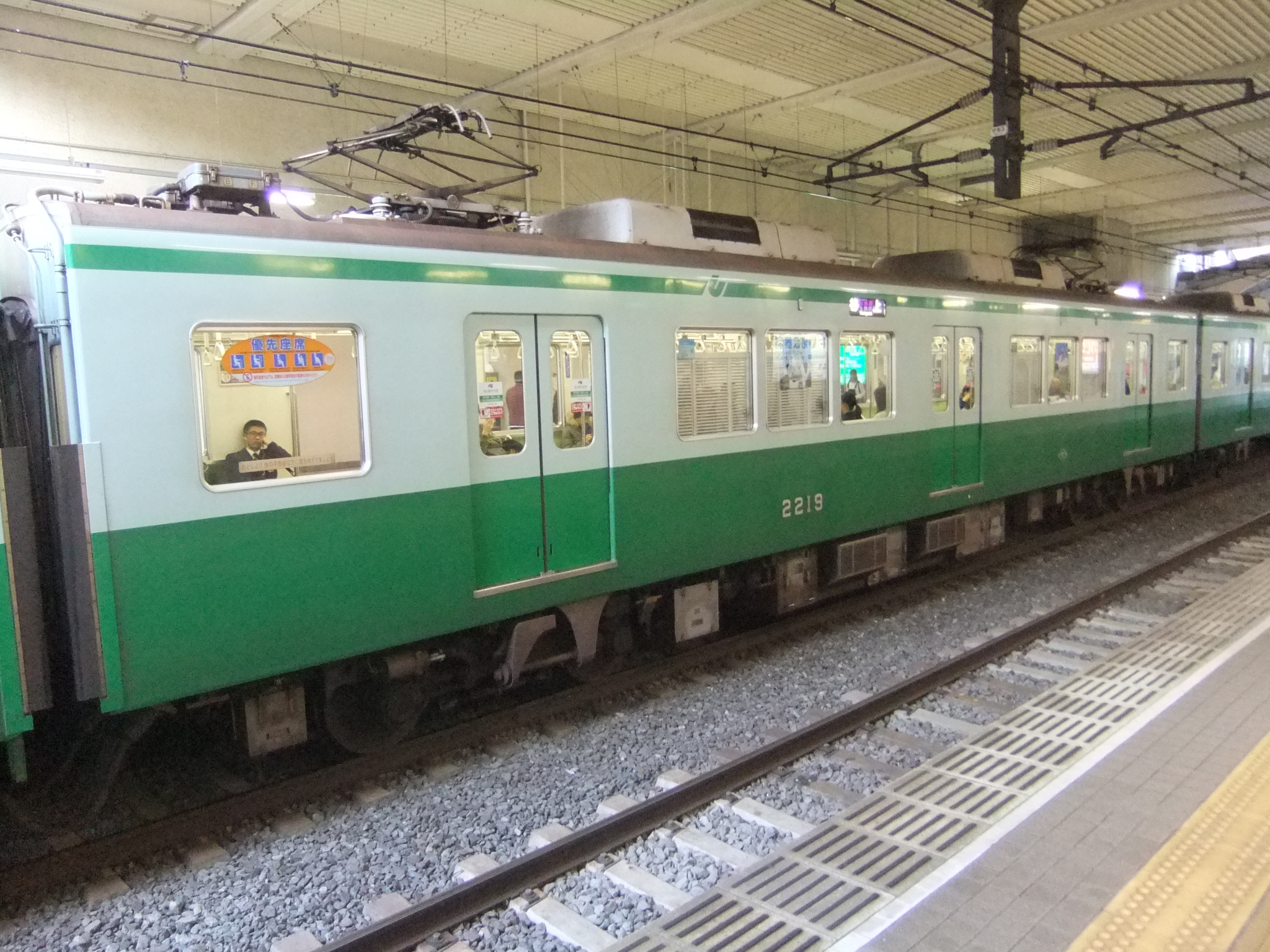
2호차(2200형)
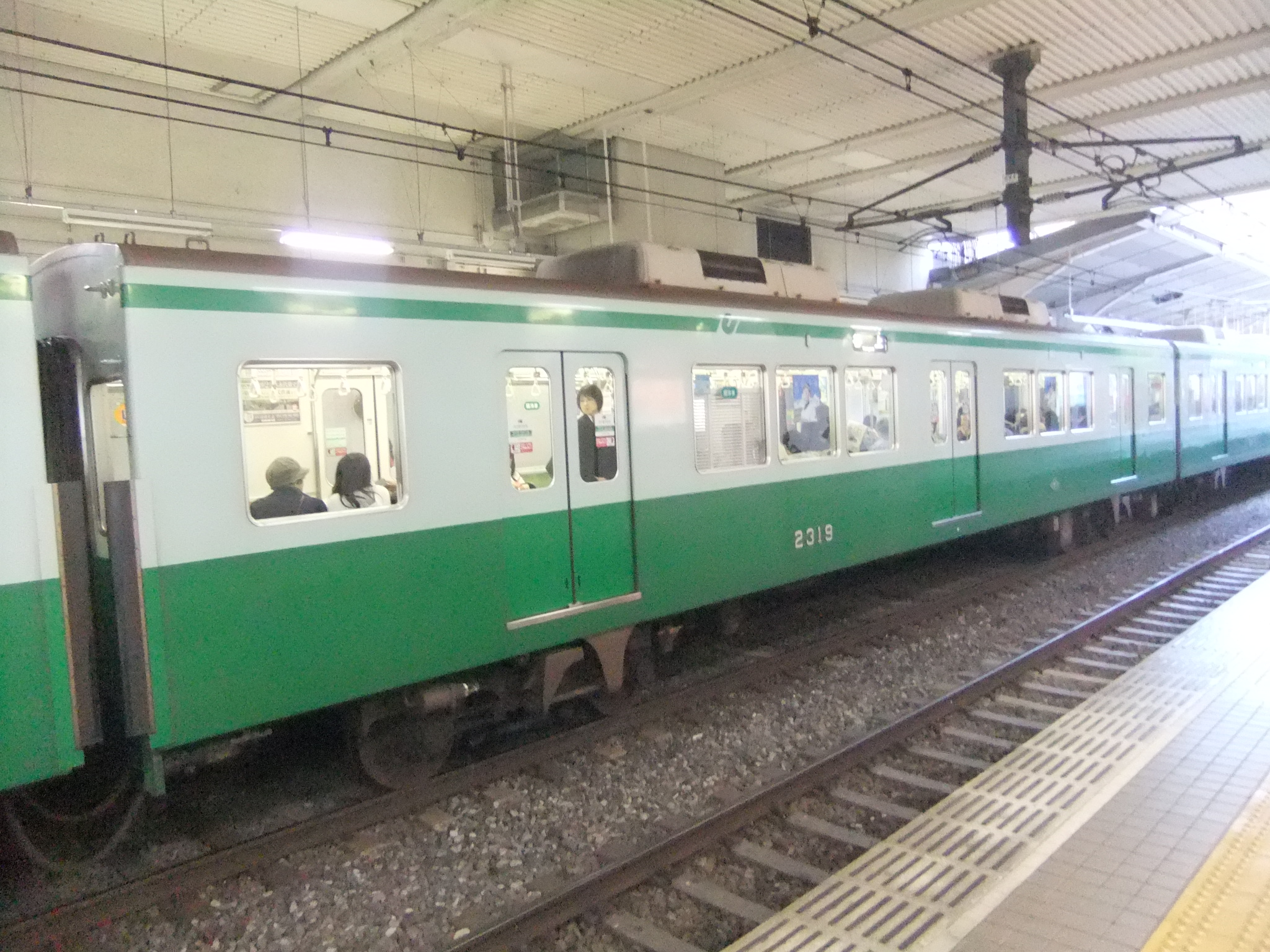
3호차(2300형)
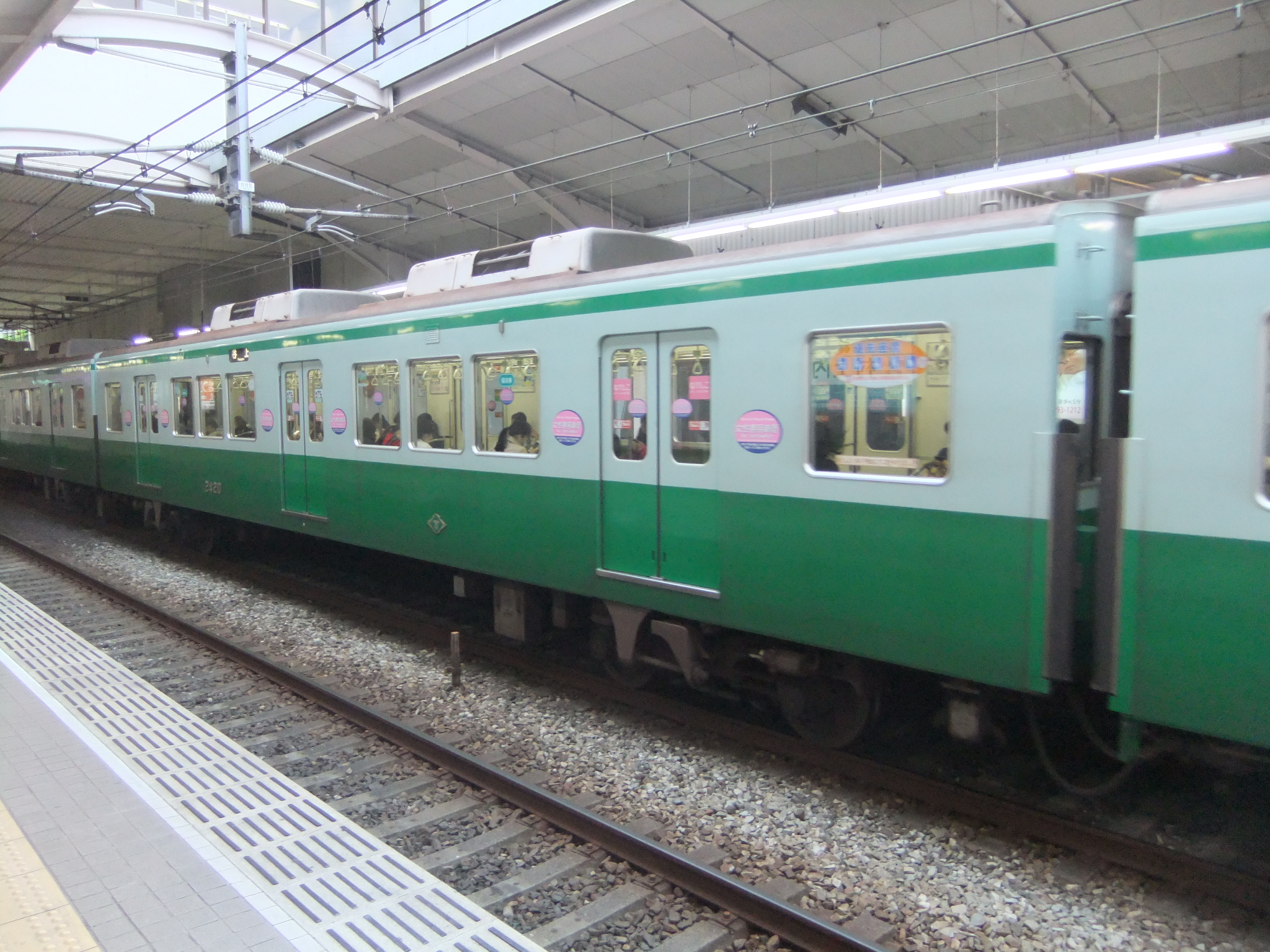
4호차(2400형)
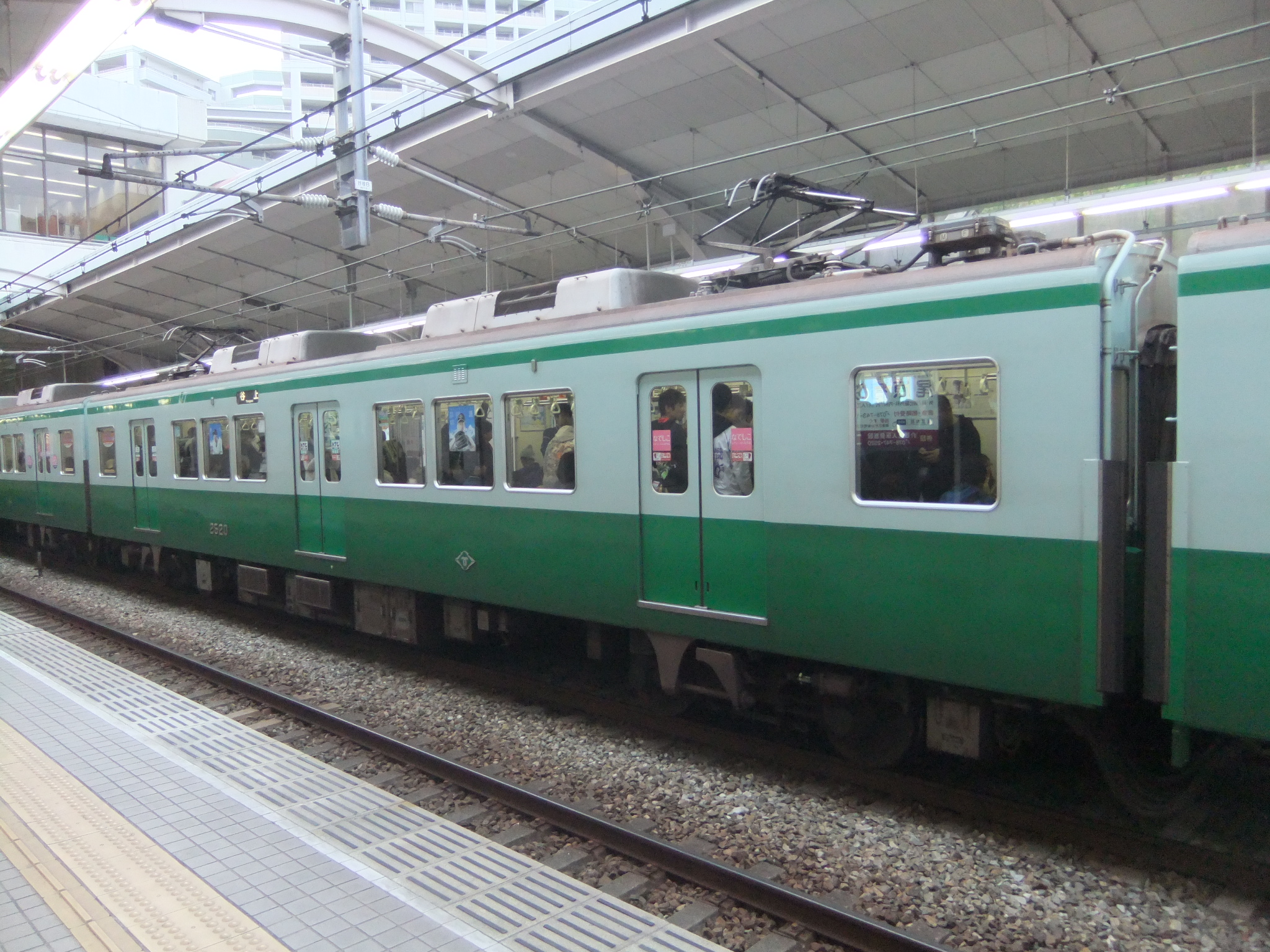
5호차(2500형)
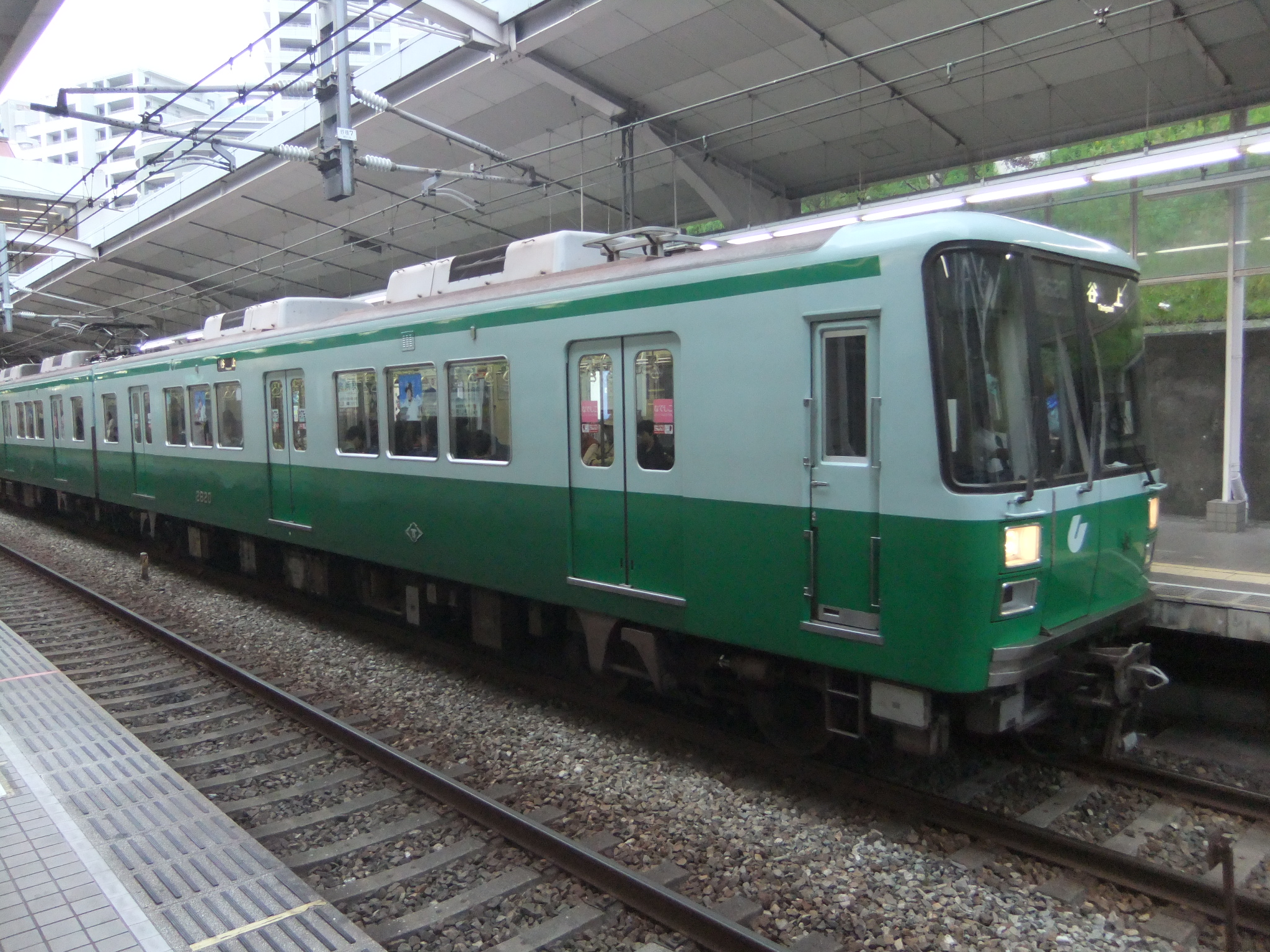
6호차(2600형)

## 저장

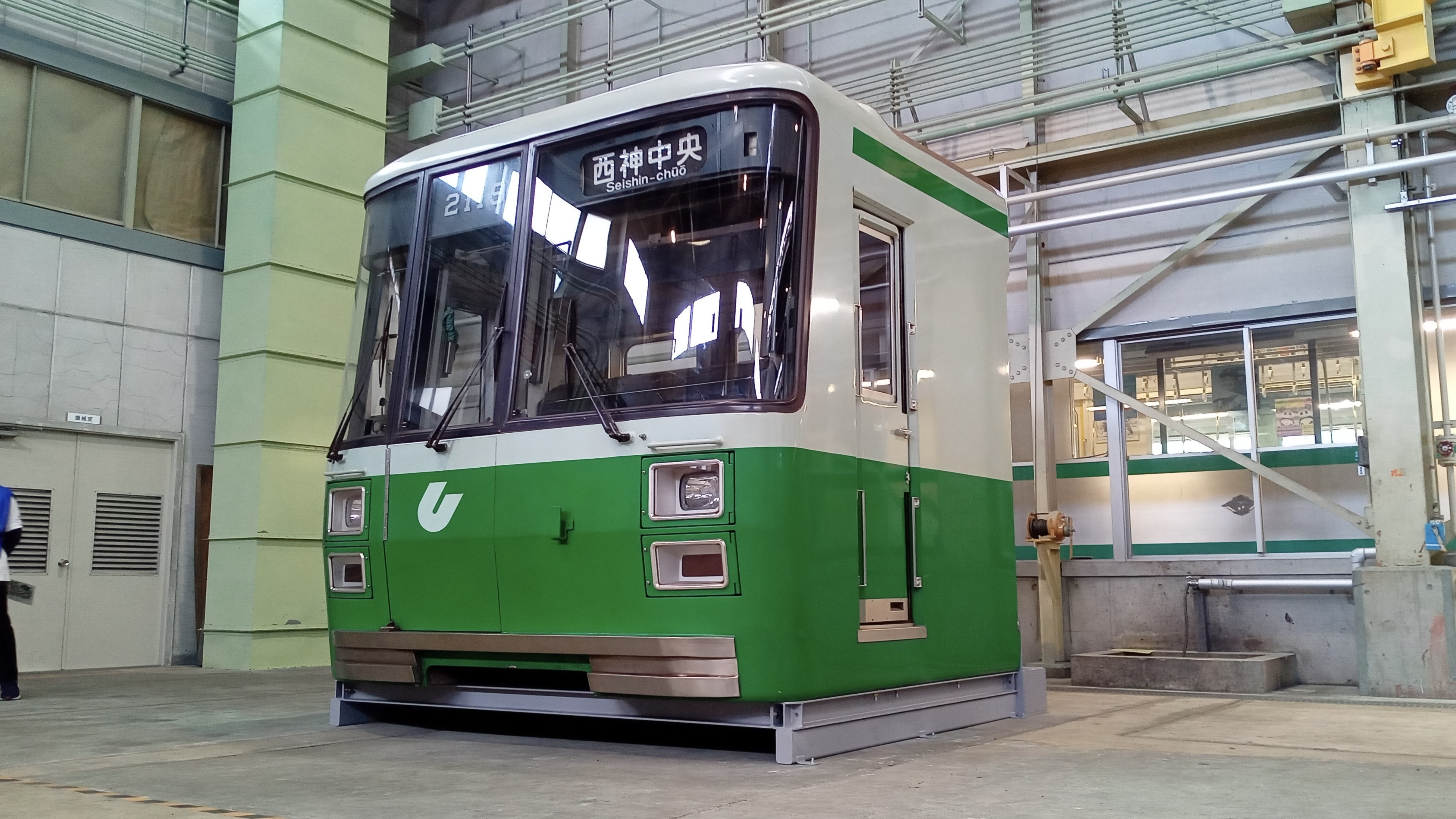
저장 차량

2119F의 2119 호차의 앞머리가 묘다니차량 기지에 보존 될 예정이다.